# Dąb szypułkowy w Borówkach
Dąb szypułkowy w Borówkach – pomnik przyrody, zabytkowy dąb szypułkowy zlokalizowany na północ od wsi Borówki w gminie Gromadka (powiat bolesławiecki, województwo dolnośląskie).
Drzewo rośnie przy parkingu leśnym i drodze w kierunku rezerwatu przyrody Torfowisko Borówki. Ogłoszone zostało pomnikiem przyrody 29 kwietnia 1995 uchwałą Rady Gminy Gromadka nr VIII/50/95. Ma wysokość 30 metrów i obwód w pierśnicy 400 cm. Obiekt jest oznaczony stosowną tablicą informacyjną.